# Tephrosia macrantha
Tephrosia macrantha är en ärtväxtart som beskrevs av Cyrus Guernsey Pringle. Tephrosia macrantha ingår i släktet Tephrosia och familjen ärtväxter. Inga underarter finns listade i Catalogue of Life.